# Watch (Manfred Mann's Earth Band)
Watch è l'ottavo album in studio dei Manfred Mann's Earth Band, uscito nel 1978 per la Bronze Records.

## Descrizione
Pat King entrò ufficialmente nella band con quest'opera. Fu l'ultimo disco, invece, che vide la partecipazione di Chris Slade. Il batterista si aggregò, l'anno seguente, con la formazione degli Uriah Heep.
Registrato a Londra nel 1977, è stato prodotto interamente dal leader Manfred Mann.
La traccia finale, Mighty Quinn, venne scritta da Bob Dylan.

## Accoglienza
Per Mark Allan di Allmusic è un album "fotocopia" del precedente lavoro, simile al sound dei Colosseum. Nonostante il giudizio negativo, sempre sul database, Earth ha votazioni alte da parte degli utenti.

## Tracce
1. Circles
2. Drowning on Dry Land
3. Chicago Institute
4. California
5. Davy's on the Road Again
6. Martha's Madman
7. Mighty Quinn

## Formazione
- Chris Hamlet Thompson – voce
- Manfred Mann – coro, tastiere
- Dave Flett – chitarra
- Pat King – coro, basso
- Chris Slade – batteria, percussioni
- Chanter Sisters - coro

## Successo commerciale
Raggiunse, in Germania, la terza posizione all'interno della classifica redatta dalla ODC.